# Ломеллини, Джаннотто
Джаннотто Ломеллини (итал. Giannotto Lomellini; Генуя, 1519 — Генуя, 1574) — дож Генуэзской республики.

## Биография
Член благородной семьи Ломеллини, сын Андреолы Спинола, родился в Генуе около 1519 года.
О юности и начале государственной карьеры Джаннотто ничего не известно. Известно, что он принадлежал к так называемой "старой знати", противостоявшей "новой" - выдвинувшейся после повторного обретения Генуей независимости в 1528 году. Джаннотто был избран дожем Генуи 10 октября 1571 года. Его конкурентами на выборах были его родственник Франческо Ломеллини и некто из семейства Дориа (сторонник "новой знати").
Как и его предшественникам, новому дожу пришлось иметь дело с постоянными конфликтами между группировками генуэзской знати. Кроме того, правления Ломеллини пришлось на период умиротворения Корсики после неудачного восстания Сампьеро Корсо. Дож убедил сына Корсо Альфонсо вернуться из Франции и добровольно сдаться генуэзцам.
Мандат Ломеллини истек 10 октября 1573 года. Он умер в 1574 году в Генуе. Его тело было похоронено в часовне в конце правого нефа церкви Сантиссима-Аннунциата-ди-Стурла.